# Schizonycha macrophylla
Schizonycha macrophylla är en skalbaggsart som beskrevs av Moser 1916. Schizonycha macrophylla ingår i släktet Schizonycha och familjen Melolonthidae. Inga underarter finns listade i Catalogue of Life.